# Frostvikens distrikt
Frostvikens distrikt är ett distrikt i Strömsunds kommun och Jämtlands län. Distriktet ligger omkring Gäddede i norra Jämtland och gränsar till Lappland och Norge. Fyra välbesökta naturområden finns i Frostviken: Korallgrottan, Bjurälven, Hällingsåfallet och Stekenjokk.

## Tidigare administrativ tillhörighet
Distriktet inrättades 2016 och utgörs av Frostvikens socken i Strömsunds kommun.
Området motsvarar den omfattning Frostvikens församling hade 1999/2000.

## Tätorter och småorter
I Frostvikens distrikt finns en tätort och en småort.

### Tätorter
- Gäddede

### Småorter
- Sydöstra Gäddede

### Övriga orter
- Ankarede
- Ankarvattnet
- Jormvattnet
- Stora Blåsjön

## Sevärdheter
- Korallgrottan
- Stekenjokk
- Ankarede kapell
- Bjurälven
- Lejarfallet
- Brakkåfallet
- Blåsjöfjäll
- Raudek